# لشکر زرهی (ورماخت)
لشکر زرهی ورماخت (به آلمانی: Panzer-Division) که با عنوان لشکر پنتسر یا لشکر پنزر نیز شناخته می‌شود، یگانی زرهی در سطح لشکر در نیروی زمینی آلمان در دوره رایش سوم بود.

## فلسفه پیدایش
دهه ۱۹۲۰ بسیاری همچنان بر این باور بودند که تانک‌ها می‌بایست در اتصال نزدیک با پیاده‌نظام به عملیات بپردازند و به پیشروی آن‌ها یاری رسانده و آن را پوشش دهند. با این حال نظریه‌پردازان نیروهای زرهی همچون اسوالت لوتس و هاینتس گودریان پخش کردن تانک‌ها بین پیاده‌نظام و سواره‌نظام را بی‌فایده دانسته و بر تمرکز این ادوات در آرایش‌هایی بزرگ و مستقل با قابلیت فائق آمدن بر دشمن در هر نقطه تأکید داشتند. در این حال، محدودیت‌های اعمال‌شده بر آلمان بر اساس پیمان ورسای رهبری نیروهای مسلح این کشور را وادار ساخته بود تا به دنبال راه‌حلی جهت دستیابی به بیشترین بازدهی نظامی ممکن با کمترین هزینه ممکن از منظر ادوات و نفرات باشند. این مسئله موجب پدیداری نیاز به ایجاد سطح بالایی از تحرک گشت؛ چرا که موفقیت سریع تنها در گروی به‌کارگیری تاکتیک‌های غافل‌گیری ممکن به نظر می‌رسید. این شرایط به طرح ایده لشکرهای مستقل و عملیاتی زرهی انجامید. جنگ داخلی اسپانیا نبردگاهی برای به آزمایش درآوردن این نظریه توسط آلمانی‌ها بود. با وجود کمبود جدی در زمینه تانک‌ها، راه‌های هماهنگی و همکاری بین نیروهای زرهی و سایر ارکان در این موقعیت مورد آزمایش و اصلاح قرار گرفت.

## ظهور
با وجود محدودیت‌های پیمان ورسای در منع به‌کارگیری تانک توسط آلمان، رایشسور، نیروهای مسلح این کشور، از سال ۱۹۲۸ به دنبال ایجاد گروهان‌های زرهی در عرض سه تا پنج سال آینده بود. نخستین گام بزرگ در این جهت با تشکیل «بازرسی نیروهای موتوری» به رهبری سرهنگ اسوالت لوتس در اکتبر سال ۱۹۳۱ برداشته شد. تحت نظارت این ارگان خدمه به شکل مخفیانه در شوروی آموزش دیدند. سال ۱۹۳۳ دانشکده آموزش تانک آلمان در شوروی بسته و تمامی نیروها و تجهیزات جهت ایجاد یگان آموزشی در آلمان، به این کشور بازگردانده شد. نخستین یگان آموزش زرهی تحت عنوان پوششی "فرماندهی آموزش موتوریزه" در تسوسن در ماه نوامبر سال ۱۹۳۳ تشکیل گردید. این یگان از نیروهایی که در شوروی به صورت مخفیانه آموزش دیده بودند، تشکیل گشته بود و تنها شامل یک گروهان آموزشی می‌شد. خودروهای زرهی در دسترس برای این یگان مجموعاً شامل شاسی چهار گروس‌تراکتور، چهار لایش‌تراکتور ۵ و شش کلاین‌تراکتور می‌شدند. تحویل ۱۵۰ شاسی تانک «آموزش راننده» از ماه ژانویه سال ۱۹۳۴ آغاز شد. روز ۱۴ اکتبر همان سال چارت سازمانی یک لشکر زرهی آزمایشی در نیروی زمینی ارائه گشت.
- چارت سازمانی لشکر زرهی آزمایشی[۷]:

- - ستاد لشکر
  - دسته زرهی سبک
  - دسته موتورسوار پیام‌رسان

- - تیپ ۱ زرهی:
    - ستاد تیپ
    - دسته زرهی سبک
    - دسته موتورسوار پیام‌رسان
    - هنگ ۱ زرهی:
      - ستاد هنگ
      - دسته زرهی سبک
      - دسته مخابرات
      - ۲ گردان زرهی - هر یک:
        - ستاد گردان
        - دسته زرهی سبک
        - دسته مخابرات
        - ۳ گروهان زرهی سبک
        - ۱ گروهان زرهی سنگین

  - هنگ ۲ زرهی:
    - همانند هنگ ۱ زرهی

- - تیپ ۱ پیاده‌نظام:
    - ستاد تیپ
    - دسته شناسایی
    - دسته موتورسوار پیام‌رسان
    - هنگ ۱ پیاده‌نظام سبک:
      - ستاد هنگ
      - دسته مخابرات
      - ۲ گردان پیاده‌نظام - هر یک:
        - ستاد گردان
        - دسته مخابرات
        - گروهان پیاده‌نظام موتوریزه
        - گروهان مسلسل
        - گروهان موتورسوار
        - گروهان پیاده‌نظام سنگین:
          - دسته ضدتانک
          - دسته خمپاره‌انداز سبک
          - دسته مهندسی

- - گردان موتورسوار:
    - ستاد گردان
    - دسته مخابرات
    - ۴ گروهان موتورسوار
    - گروهان پیاده‌نظام سنگین:
      - دسته ضدتانک
      - دسته خمپاره‌انداز سبک
      - دسته مهندسی

- - گردان ضدتانک:
    - ستاد گردان
    - دسته مخابرات
    - ۳ گروهان ضدتانک

- - گردان شناسایی:
    - ستاد گردان
    - دسته مخابرات
    - گروهان موتورسوار
    - ۲ گروهان خودروی زرهی
    - گروهان پیاده‌نظام سنگین:
      - دسته ضدتانک
      - دسته خمپاره‌انداز سبک
      - دسته مهندسی

- -     - هنگ ۱ توپخانه سبک:
      - ستاد هنگ
      - دسته مخابرات
      - آتشبار ستاد
      - ۲ گردان توپخانه - هر یک:
        - ستاد گردان
        - دسته مخابرات
        - یگان دیده‌بانی موتوریزه
        - دسته هواشناسی موتوریزه
        - گروهان پیاده‌نظام موتوریزه
        - ۳ آتشبار هویتزر صحرایی سبک (هر یک ۴ توپ)

- - گردان مخابرات سبک:
    - ستاد گردان
    - گروهان تلفن موتوریزه
    - گروهان رادیو موتوریزه

- - گردان مهندسی رزمی سبک:
    - گروهان مهندسی رزمی سبک

مرحله نخست برنامه گسترش فرماندهی آموزش موتوریزه آن را در ۱ نوامبر سال ۱۹۳۴ به یک هنگ کامل با دو گردان بدل ساخت. هنگ مشابه دیگری نیز با دو گردان در اوردروف ایجاد شد. ماه فوریه سال ۱۹۳۵ نخستین تیپ زرهی آلمان با جذب نیروهای سه هنگ پیشین سواره‌نظام به شکل مخفیانه تشکیل گردید. با علنی شدن تسلیح مجدد آلمان، از ماه مارس از عنوان این یگان به صورت آشکار استفاده شد. ماه ژوئیه نمایشی از برخی عناصر موتوریزه گرد آمده در لشکر زرهی برای آدولف هیتلر صورت گرفت که پیشوا را به شدت متاثر ساخت. هیتلر در حضور فرمانده نیروی زمینی مواکدا از طرح لشکر زرهی استقبال کرد.
از همان ابتدا مشخص بود لشکر زرهی مسئله بزرگ و نیازمند برنامه‌ریزی‌های تدارکاتی فراوان است. نخستین لشکرهای زرهی خواهان ۱۳ هزار نفر نیرو بودند که جهت عملکرد مناسب و مؤثر به عنوان نیروی زرهی به ۴ هزار خودرو و ۴۸۱ خودروی شنی‌دار نیاز داشتند. تعداد ۳۱۸ دستگاه تانک پنزر ۱ در ماه اوت سال ۱۹۳۵ تحویل گردید. آموزش و تمرینات مختلف با این تانک‌ها ادامه پیدا کرد. نخستین رزمایش لشکر زرهی با چارت سازمانی مذکور همان ماه در مونستر اجرا گردید. جهت این رزمایش ۱۲٬۹۵۳ نفر، ۴٬۰۲۵ خودروی چرخ‌دار و ۴۸۱ خودروی شنی‌دار گرد آمده بودند. هدف از این رزمایش چهار هفته‌ای نمایش ظرفیت‌های فرماندهی یگان‌های بزرگ و بسیار متحرک زرهی در هنگام رزم و در همکاری با سایر نیروها بود.
سه لشکر نخست زرهی رسماً ۱۵ اکتبر سال ۱۹۳۵ پدید آمدند. بخش تانک این لشکرها یک تیپ زرهی بود که از دو هنگ متشکل می‌شد. هر هنگ به دو گردان و هر گردان به چهار گروهان تقسیم می‌گشت. هر گردان ۳۲۱ تانک در اختیار داشت. مجموع تانک‌های هر لشکر رزهی با تانک‌های فرماندهی ۵۶۱ تانک بود. به جهت جلوگیری از پراکندگی و کاربرد تکه‌تکه لشکرهای زرهی، در سطحی بالاتر سپاه ۱۶ متشکل سه لشکر زرهی نخست، نیز در ماه فوریه سال ۱۹۳۸ ایجاد گشت. با این حال ماه سپتامبر سال ۱۹۳۹ لشکرهای زرهی همچنان تحت فرماندهی‌های مختلف پراکنده شده بودند. یک لشکر زرهی در اختیار گروه ارتش شمال، دو لشکر زرهی در اختیار گروه ارتش جنوب و دو لشکر زرهی نیز در اختیار ارتش چهاردهم بودند.

## ساختار
- ستاد لشکر: بخش فرماندهی لشکر زرهی
- تیپ زرهی
- تیپ پیاده‌نظام:
  - دو هنگ زرهی:
    - هر یک دو گردان زرهی
      - هر یک ۳ گروهان تانک سبک و ۱ گروهان تانک سنگین
- هنگ توپخانه
- گردان ضد تانک
- گردان شناسایی
- گردان مخابرات
- گردان مهندسی
- یگان‌های ترابری و تدارکاتی[۱۲]

پس از حصول تجربیات نبردهای لهستان و فرانسه، بخش سازمان‌دهی نیروهای زرهی با صدور فرمانی خواهان ارائه گزارش‌هایی از طرف تعدادی از یگان‌ها گردید. سنجش دقیق این گزارش‌ها موجب چندین تغییر در ساختار لشکرهای زرهی شد.

## تجهیزات
وضعیت اقتصادی، کمبود مواد اولیه و شرایط تولید در آلمان سبب شده بود لشکرهای زرهی ورماخت از سال ۱۹۴۰ بدون پیشروی از جدول سازمانی، به شکل نامشابهی تجهیز گردند. با ادامه جنگ جهانی دوم این حالت صورت مرسوم لشکرهای زرهی به حساب می‌آمد.

## اهداف و وظایف
یک لشکر زرهی در ورماخت می‌بایست یگانی مستقل با قابلیت اجرای عملیات تهاجم سرنیزه زرهی، رخنه در خط مقدم دشمن و ادامه پیشروی می‌بود. نیروهای این یگان می‌بایست پس از آن که پراکنده شده و دشمن را در جناحین هدف قرار می‌دادند، در مواضع پشتی آن پیشروی نموده و لایه‌های ارتباطی و تدارکاتی را به تصرف خود درمی‌آوردند. یگان‌های ثانویه سپس عملیات پاکسازی جهت انهدام مابقی قوای دشمن در منطقه نبرد را به انجام می‌رساندند.

## آمار
تا ماه سپتامبر سال ۱۹۳۹ تنها ۵ لشکر زرهی در ورماخت وجود داشت. این مقدار تا پایان همان سال به ۱۰ لشکر زرهی رسید. این لشکرها مجموعاً ۳ هزار تانک در خدمت فعال یا در جایگاه ذخیره داشتند. تمامی این تانک‌ها به‌جز ۳۰۰ مورد، تانک‌های پنزر ۱ و پنزر ۲ بودند. از ماه اوت سال ۱۹۴۰ تا ماه ژانویه سال ۱۹۴۱ شمار لشکرهای زرهی ورماخت به ۲۰ لشکر افزایش یافت. این عمل با کاهش توان لشکرهای پیشین صورت گرفت. این لشکرها هم‌اینک به جای دو هنگ زرهی پیشین، تنها یک هنگ زرهی داشتند.
| لشکر زرهی | پنزر ۱ | پنزر ۲ | پنزر ۳       | پنزر ۴ | تانک فرماندهی | مجموع |
| --------- | ------ | ------ | ------------ | ------ | ------------- | ----- |
| یکم       | ۱۱     | ۴۳     | ۷۱           | ۲۰     | ۱۱            | ۱۵۶   |
| سوم       | ۱۳     | ۵۹     | ۱۱۰          | ۳۲     | ۱۵            | ۲۲۹   |
| چهارم     | ۱۰     | ۵۱     | ۱۰۵          | ۲۰     | ۲۶            | ۲۱۲   |
| نهم       | ۱۹     | ۳۲     | ۷۱           | ۲۰     | ۱۲            | ۱۵۴   |
| دهم       | ۱۱     | ۴۷     | ۱۰۵          | ۲۰     | ۱۷            | ۲۰۰   |
| یازدهم    | ۱۱     | ۴۴     | ۷۱           | ۲۰     | ۲۰            | ۱۶۶   |
| سیزدهم    | ۸      | ۴۵     | ۷۱           | ۲۰     | ۱۳            | ۱۵۷   |
| چهاردهم   | ۱۱     | ۴۵     | ۷۱           | ۲۰     | ۱۱            | ۱۵۸   |
| شانزدهم   | ۱۲     | ۴۴     | ۷۱           | ۲۰     | ۱۰            | ۱۵۷   |
| هفدهم     | ۲۲     | ۴۵     | ۱۰۶          | ۳۰     | ۱۳            | ۲۱۶   |
| هجدهم     | ۱۷     | ۵۰     | ۱۱۴          | ۳۶     | ۱۲            | ۲۲۹   |
| لشکر زرهی | پنزر ۱ | پنزر ۲ | پنتسر ۳۵(تی) | پنزر ۴ | تانک فرماندهی |       |
| ششم       | ۱۱     | ۴۷     | ۱۵۵          | ۳۰     | ۱۳            | ۲۵۶   |
| لشکر زرهی | پنزر ۱ | پنزر ۲ | پنتسر ۳۸(تی) | پنزر ۴ | تانک فرماندهی |       |
| هفتم      | ۱۱     | ۴۵     | ۱۶۷          | ۳۰     | ۱۵            | ۲۶۸   |
| هشتم      | ۱۱     | ۴۹     | ۱۱۸          | ۳۰     | ۱۵            | ۲۲۳   |
| دوازدهم   | ۵۱     | ۳۴     | ۱۰۹          | ۳۰     | ۸             |       |
| نوزدهم    | ۵۳     | ۳۵     | ۱۱۰          | ۳۰     | ۱۱            | ۲۳۹   |
| بیستم     | ۵۵     | ۳۱     | ۱۲۱          | ۳۱     | ۲             | ۲۴۰   |

در پی ناکامی عملیات بارباروسا، شانزده لشکر زرهی ورماخت در جبهه شرقی اواخر ماه مارس سال ۱۹۴۲ روی هم مجموعا تنها ۱۴۰ تانک عملیاتی، حدودا معادل ادوات یک لشکر، در اختیار داشتند.

## کاربرد عملیاتی
نخستین عملیات یک لشکر زرهی ورماخت توسط لشکر دوم زرهی هنگام ورود نیروهای آلمانی به اتریش از روز ۱۳ مارس سال ۱۹۳۸ آغاز شد. این لشکر در عرض دو روز صدها کیلومتر را طی کرد. به هر حال طی این مسافت موجب نقص فنی یک سوم از تانک‌های آن شد. با استقبال مردم اتریش از نیروهای آلمانی، این لشکر در هیچ اقدام رزمی در این عملیات درگیر نشد.
ورماخت در تهاجم به لهستان از شش لشکر زرهی استفاده کرد که بیشتر آن‌ها در قسمت جنوبی جبهه حضور داشتند. لشکرهای زرهی ورماخت در نخستین تجربه رزمی عملیاتی خود، در قالب تاکتیک بلیتس‌کریگ، با شکستن خط دفاعی دشمن در عمق اراضی آن پیشروی کردند و موجب حصول پیروزی تنها در عرض چند هفته شدند. در این زمان آلمان هیچ لشکر زرهی در مناطق غربی در مقابل تهاجم احتمالی متفقین غربی مستقر نکرده بود.
طرح عملیاتی مورد زرد جهت تهاجم به کشورهای سفلی و فرانسه، پنج لشکر زرهی را در کنار سه لشکر پیاده‌نظام موتوریزه، در قالب دو سپاه موتوریزه گروه کلایست از گروه ارتش آ، به عنوان سرنیزه زرهی جهت گذر از جنگل‌های آردن، مشخص کرده بود. پنج لشکر زرهی دیگر نیز به ارتش‌های دیگر در امر سلطه بر بلژیک و هلند تعلق یافت. با اجرای عملیات در ماه مه سال ۱۹۴۰، لشکرهای زرهی ورماخت با موفقیت، طبق برنامه خود را به کانال مانش رساندند و هزاران نفر قوای متفقین را به محاصره انداختند. در جریان تهاجم لشکرهای زرهی چندین بار بر اساس اقتضائات میدانی، بین سپاه‌های مختلف جابه‌جا می‌شدند. در مرحله نهایی تهاجم به فرانسه، پس از یک باز سازماندهی عمده، بر مبنای طرح عملیاتی مورد قرمز، شش لشکر زرهی در طول رود مارن و در ناحیه اطراف پاریس و چهار لشکر زرهی دیگر در مجاورت خط ماژینو و مرز سوئیس، از روز ۵ ژوئن به عملیات پرداختند. تسلیم فرانسه در ۲۰ روز بعد، فرایند توسعه پنج ساله لشکرهای زرهی ورماخت ثمره خود را هویدا ساخت.